# Chelicerca villaneillya
Chelicerca villaneillya är en insektsart som beskrevs av Ross 2003. Chelicerca villaneillya ingår i släktet Chelicerca och familjen Anisembiidae.
Artens utbredningsområde är Costa Rica. Inga underarter finns listade i Catalogue of Life.